# In Salah
Ain Salah é um posto de entroncamento na Argélia, situado a 694 quilômetros a norte de Tamanrasset, na Estrada do Hoggar. Esta estrada atravessa o deserto do Saara no sentido norte-sul mais frequentemente utilizada, e bifurca-se aí, seguindo uma via para norte de El Golea e a outra para oeste até Adrar.

## Demografia
No censo de 2008 tinha uma população de 32.518, contra 28.022 em 1998, com uma taxa de crescimento anual de 1,5%, a mais baixa da província. A aldeia está localizada no coração da região do deserto do Saara norte da África. O nome vem do termo "tudo bem".